# Jacques-Edme Dumont
Jacques-Edme Dumont, hijo de Edme Dumont, nacido en París en 1761 y fallecido en esta misma ciudad en 1844, es un escultor francés.

## Biografía
Nace en París, el 10 de abril de 1761. Dumont procede de una extensa dinastía de escultores y artistas, que incluye a su abuelo Pierre Dumont, a su padre Edme Dumont y a sus hijos Augustin-Alexandre Dumont y Jeanne Louise Farrenc (nacida Jeanne Louise Dumont).
Jacques-Edme Dumont trabaja en el taller de Pajou desde 1775, antes de ingresar en 1777 en la École royale des élèves protégés, bajo la dirección del mismo escultor. Obtiene el Primer Prix de escultura en 1788 y parte a Roma ese mismo año. Después de una estancia en Nápoles, regresa a Francia en 1793.
Permanece en París a la espera de encargos oficiales por parte de la Convención Nacional durante la Revolución francesa. No obstante no recibe ningún encargo, y comienza la producción de pequeñas estatuillas y medallones para vender.
Durante la restauración de los Borbones Dumont hace un monumento a Guillaume-Chrétien de Lamoignon de Malesherbes (1819) y una estatua del general francés Charles Pichegru, que actualmente está destruida.
Más tarde recibió los encargos de las estatuas de Louis Henri, Duke of Bourbon, François Séverin Marceau-Desgraviers, y Jean-Baptiste Colbert.
Ejecutó un gran número de grupos, de estatuas y bajo relieves para los monumentos públicos, entre otros: El Général Marceau, en el Palacio de Luxemburgo, y el de Pichegru, para la villa de Arbois. 
Había realizado en 1819 la ya mencionada estatua de Malesherbes para el despacho de Luis XVIII. Esta estatua será reutilizada en el monumento que ideó el arquitecto Hippolyte Lebas para el Palacio de Justicia de París y que se inauguró en diciembre de 1822.
Dumont fue también un gran escultor de retratos , y son notables ejemplos de su trabajo el busto de su madre Marie-Françoise Berthault, y el de María Luisa de Austria, Duquesa de Parma y esposa de Napoleón (1810).

## Obras

### En elMuseo del Louvre
Todas ellas en la sala 31 del departamento de esculturas:
- Hébé sirviendo néctar a Júpiter , grupo, terracota, París, museo del Louvre : Salón del Élysée de 1797, n° 107
- La Religión , grupo (boceto para un grupo funerario), terracota, París, museo del Louvre
- La Religion , (boceto para un proyecto de tumba), terracota, París, museo del Louvre
- François Séverin Marceau Desgraviers llamado general Marceau (1769 - 1796) , estatuilla (maqueta para la estatua del Palacio de Luxemburgo encargada en 1804), terracota, París, museo del Louvre
- François Séverin Marceau Desgraviers llamado general Marceau (1769 - 1796) , estatuilla (maqueta para la estatua del Palacio de Luxemburgo encargada en 1804), terracota, París, museo del Louvre
- Retrato de François Séverin Marceau Desgraviers llamado general Marceau (1769 - 1796) (1799 - 1800), busto en hermès, terracota, París, museo del Louvre : Salón de 1800, n° 427
- Proyecto de fuente , grupo (boceto), terracota, París, museo del Louvre
- Retrato de madame Dumont, nacida Marie-Françoise Berthault, madre del artista (1727 - 1800) '1799), busto, yeso, París, museo del Louvre : Salón de 1799, n° 419

### En París
- Chrétien Guillaume de Lamoignon de Malesherbes, ministro de Estado (1721 - 1794) (1819), estatua, mármol, París, Palacio de Justicia, sala de los pasos perdidos : Salón de 1819, n° 1281
- Chrétien Guillaume de Lamoignon de Malesherbes, ministro de Estado (1721 - 1794) (anterior a 1819), modelo para estatua, yeso, Versalles, castillos de Versalles y del Trianón